# Northumberland (ancienne circonscription fédérale)
Pour les articles homonymes, voir Northumberland.

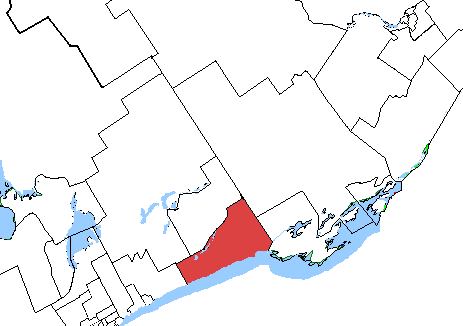
Carte de la circonscription Northumberland (1996-2003).

Northumberland fut une circonscription électorale fédérale de l'Ontario, représentée de 1917 à 1968 et de 1988 à 2004.
La circonscription de Northumberland est a été créée en 1914 avec des parties de Northumberland-Est et de Northumberland-Ouest. Abolie en 1966, elle fut redistribuée parmi Northumberland—Durham et Prince Edward—Hastings.
La circonscription de Northumberland est réapparue en 1976 à partir de ces deux mêmes circonscriptions. Abolie en 2003, elle fut intégrée dans Northumberland—Quinte West.

## Géographie
En 1917, la circonscription de Northumberland comprenait :
- Le comté de Northumberland, excluant le canton de Monaghan South

En 1976, elle comprenait :
- Les comtés de Northumberland, excluant le canton de Hope, une partie du canton d'Hamilton et le village de Cobourg
- Le village de Hastings
- Les cantons de Rawdon et Sidney dans le comté d'Hastings
- La ville de Trenton

## Députés
1917 - 1968
1. 1917-1921 — Charles Arthur Munson, CON
2. 1921-1930 — Milton Edgar Maybee, CON
3. 1930-1945 — William Alexander Fraser, PLC
4. 1945-1949 — Robert Earle Drope, PC
5. 1949-1957 — Frederick Greystock Robertson, PLC
6. 1957-1962 — Ben Thompson, PC
7. 1962-1963 — Harry Oliver Bradley, PC
8. 1963-1965 — Pauline Jewett, PLC
9. 1965-1968 — George Hees, PC

1979 - 2004
1. 1979-1988 — George Hees, PC
2. 1988-2000 — Christine Stewart, PLC
3. 2000-2004 — Paul Macklin, PLC

- CON = Parti conservateur du Canada (ancien)
- PC = Parti progressiste-conservateur
- PLC = Parti libéral du Canada